# Ken Kalfus

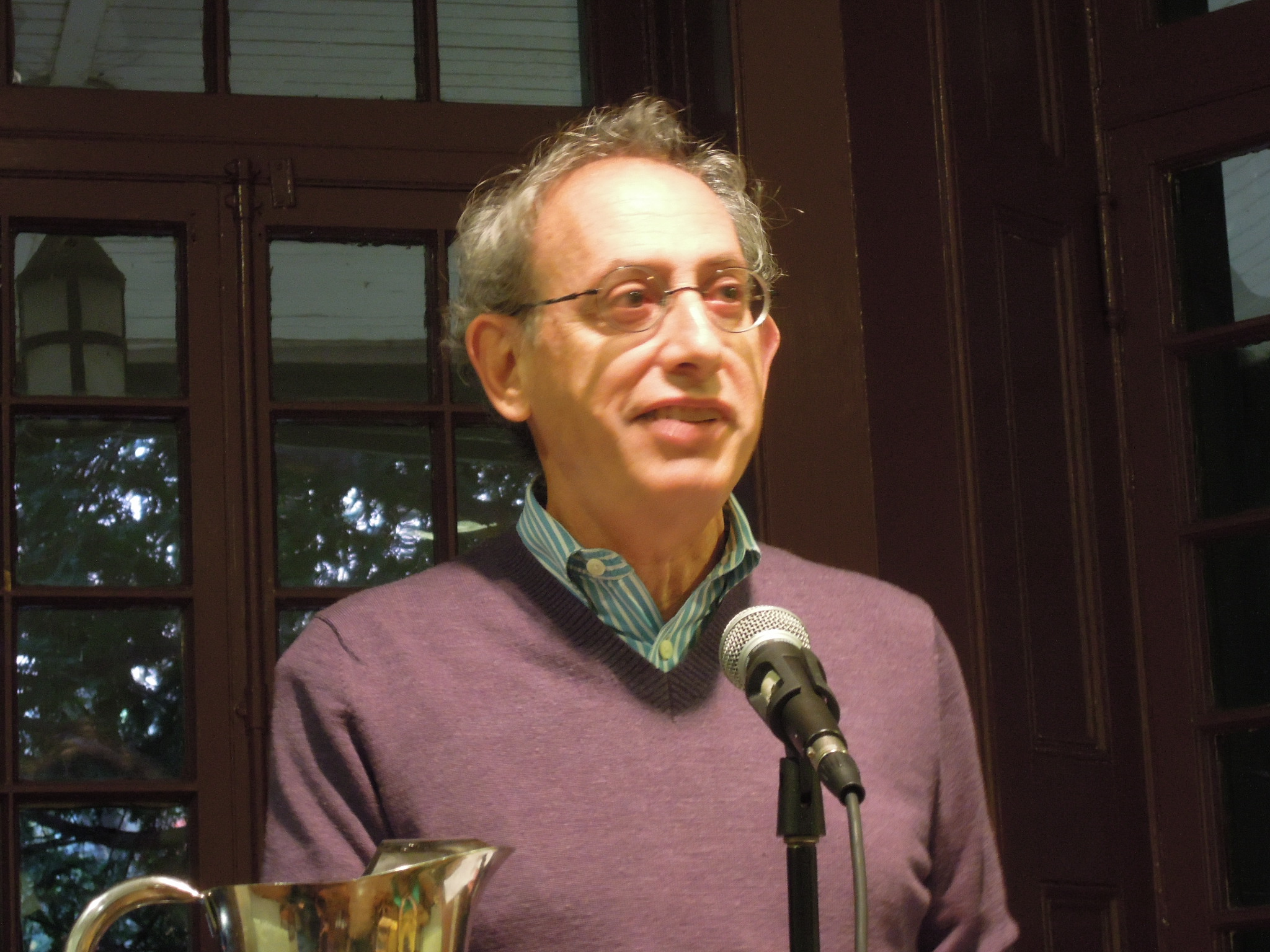
Ken Kalfus

Ken Kalfus (geboren 9. April 1954 in New York City) ist ein US-amerikanischer Schriftsteller.

## Leben
Ken Kalfus studierte an der New School for Social Research in Manhattan und am Trinity College (Dublin). Er arbeitete als Journalist, bis er 1998 seinen ersten Band mit Kurzgeschichten Thirst veröffentlichen konnte, für den er einen Autorenpreis bei Salon.com gewann. Kalfus hat seither bis 2014 vier Romane geschrieben. Kalfus schreibt für den The New York Times Book Review.
Der Film Pu-239 basiert auf seiner gleichnamigen Kurzgeschichte.   
Kalfus hatte 2009 ein Guggenheim-Stipendium. Er war 2000 auf der Nominierungsliste  für den PEN/Faulkner Award und 2006 für den National Book Award.  
Kalfus lebt mit seiner Frau und einer Tochter in Philadelphia. Er gab in einem Interview an, er schreibe Bücher, um eine Ausrede zu haben, zu reisen.

## Werke (Auswahl)
- 2 A.M. in Little America. Milkweed, Minneapolis 2022, ISBN 978-1-57131-144-3.
- Coup de Foudre. New York : Bloomsbury, 2015
- Equilateral : a novel. New York : Bloomsbury, 2013.
- A Disorder Peculiar to the Country. Roman. New York : Ecco, 2006
- The Commissariat of Enlightenment. Roman. New York : Ecco, 2003
- PU-239 and Other Russian Fantasies. Minneapolis : Milkweed Editions, 1999
- Thirst. Minneapolis : Milkweed Editions, 1998